# William Rowan
Pour les articles homonymes, voir Rowan.
William Rowan est un ornithologue et un éthologue canadien, né le 29 juillet 1891 à Bâle et mort le 30 juin 1957 à Edmonton.

## Biographie
Il naît en Suisse d’un père irlandais et d’une mère danoise. Il passe ses premières années sur le continent, sa famille part en 1900 en Grande-Bretagne puis, en 1908, elle s’installe au Canada. Il revient en Angleterre pour poursuivre ses études mais celles-ci sont interrompues par la Première Guerre mondiale. Blessé, il est rendu à la vie civile et est diplômé du baccalauréat de sciences à l’University College de Londres en 1917.
En 1919, il part à l’université du Manitoba, puis, en 1920, entre au département de biologie de l’université d'Alberta. En 1921, il devient le premier membre du département de zoologie qu’il contribue à développer et qu’il dirigera jusqu’à son départ à la retraite en 1956.
Passionné par la nature depuis son jeune âge, il a accumule de nombreuses observations sur les oiseaux, notamment migrateurs. Il commence, dans les années 1920, ses expériences sur le photopériodisme.
Rowan maintient, sur une longue période, des oiseaux sous un éclairage artificiel dont il varie la durée. Il démontre ainsi que le développement des gonades est tributaire des fluctuations de la longueur du jour. Il extrapole alors que le mouvement migrateur pourrait être tributaire des flux hormonaux. Ses observations sont reprises et étudiées par de nombreux autres chercheurs qui confirmeront le rôle de la lumière dans le développement des gonades.
Il retourne à Londres en 1928 et présente ses résultats dans une thèse de doctorat de sciences qu’il soutient à l’University College de Londres. Celle-ci sera publiée en 1931 sous le titre de The Riddle of Migration.
Séjournant à Alberta, il commence à s’intéresser aux fluctuations de populations des lièvres d'Amérique et des grues ainsi que de leurs prédateurs associés. Chasseur lui-même, il pensait que la meilleure connaissance des cycles de populations serait utile pour la gestion de la faune sauvage.
Rowan fut membre de diverses sociétés savantes comme la British Ornithologists' Union, la Zoological Society of London, la Société royale du Canada (qui lui décerne la médaille Flavelle en 1946).
Illustrateur talentueux, l’une de ses illustrations de grue blanche fut sélectionnée par le service postal canadien. L’Académie royale des arts du Canada expose un certain nombre de ses œuvres.

## Sources
- E.O. H. (1958). Obituary. William Rowan, The Ibis, 100 (1) : 120-121.
- W. Ray Salt (1958). In Memoriam : William Rowan, The Auk, 75 (4) : 387-390.  (ISSN 0004-8038)